# Valle Ciego
Das Valle Ciego (spanisch für Blindes Tal) ist ein geschlossenes Becken auf Deception Island im Archipel der Südlichen Shetlandinseln. Es liegt an der Telefon Bay.
Spanische Wissenschaftler benannten es deskriptiv.